# قسم صحت آباد الريفي (مقاطعة اشتهارد)
قسم صحت‌آباد الريفي (بالإنجليزية: Sehhatabad Rural District)‏ هي منطقة سكنية تقع في ألبرز في إيران. يقدر عدد سكانها بـ 1,340 نسمة .